# Markus Egg (Archäologe)
Markus Egg (* 24. Juni 1954 in Schwaz) ist ein österreichischer Prähistorischer Archäologe.

## Leben
Markus Egg, der Sohn des Kunsthistorikers Erich Egg, studierte am Institut für Ur- und Frühgeschichte der Universität Innsbruck, wo er 1977 promoviert wurde. Von 1978 bis Ende Oktober 2019 arbeitete er am Römisch-Germanischen Zentralmuseum in Mainz. 2003 wurde er zum Direktor der Abteilung Vorgeschichte und zum Leiter der Restaurierungswerkstätten ernannt. 1987 wurde er an der Universität Innsbruck habilitiert und erhielt dort 1997 auch den Titel außerordentlicher Universitätsprofessor verliehen. Am 1. November 2019 trat Egg in den Ruhestand.
Seine Forschungsschwerpunkte betreffen die Kulturen der ältere Eisenzeit nördlich wie südlich der Alpen und die Interaktion zwischen diesen beiden Gebieten. Dabei bildet die Frage nach der Genese von Eliten in dieser Epoche einen besonderen Schwerpunkt. Zudem arbeitet er über die Vorgeschichte Tirols.
Seit 2001 war er wissenschaftlicher Redakteur des Zeitschrift „Archäologisches Korrespondenzblatt“, das vom RGZM herausgegeben wird. Egg war stellvertretender Sprecher des Forschungszentrums Erdsystemwissenschaften an der Johannes Gutenberg-Universität Mainz, das 2008 gegründet wurde. 2021 wurde Markus Egg als korrespondierendes Mitglied in die Slowenische Akademie der Wissenschaften in Ljubljana aufgenommen.

## Schriften
- Italische Helme. Studien zu den ältereisenzeitlichen Helmen Italiens und der Alpen (= Römisch-Germanisches Zentralmuseum. Monographien. 11). 2 Bände. Verlag des Römisch-Germanischen Zentralmuseums, Mainz 1986, ISBN 3-88467-015-8.
- mit Albert France-Lanord: Le char de Vix (= Monographien des Römisch-Germanischen Zentralmuseums. Band 13). Habelt, Bonn 1987, ISBN 3-88467-017-4.
- Hallstattzeitliche Wagen (= Jahresgabe der Gesellschaft der Freunde des Römisch-Germanischen Zentralmuseums). Römisch-Germanisches Zentralmuseum, Mainz 1989.
- mit Christopher Pare: Die Metallzeiten in Europa und im Vorderen Orient. Die Abteilung Vorgeschichte im Römisch-Germanischen Zentralmuseum (= Kataloge vor- und frühgeschichtlicher Altertümer. 26). Römisch-Germanisches Zentralmuseum, Mainz 1995, ISBN 3-88467-035-2.
- Das hallstattzeitliche Fürstengrab von Strettweg bei Judenburg in der Obersteiermark (= Römisch-Germanisches Zentralmuseum. Monographien. 37). Verlag des Römisch-Germanischen Zentralmuseums, Mainz 1996, ISBN 3-88467-036-0.
- mit Rolf Dehn und Rüdiger Lehnert: Das hallstattzeitliche Fürstengrab im Hügel 3 von Kappel am Rhein in Baden (= Römisch-Germanisches Zentralmuseum. Monographien. 63). Verlag des Römisch-Germanischen Zentralmuseums, Mainz 2005, ISBN 3-88467-093-X.
- mit Diether Kramer: Krieger – Feste – Totenopfer. Der letzte Hallstattfürst von Kleinklein in der Steiermark (= Mosaiksteine. Forschungen am Römisch-Germanischen Zentralmuseum. 1). Verlag des Römisch-Germanischen Zentralmuseums, Mainz 2005, ISBN 3-88467-089-1.
- mit Konrad Spindler: Kleidung und Ausrüstung der Gletschermumie aus den Ötztaler Alpen (= Römisch-Germanisches Zentralmuseum. Monographien. 77 = Der Mann im Eis. 6). Verlag des Römisch-Germanischen Zentralmuseums, Mainz 2009, ISBN 978-3-7954-2141-0.
- als Herausgeber mit Diether Kramer: Die hallstattzeitlichen Fürstengräber von Kleinklein in der Steiermark. Der Kröllkogel (= Römisch-Germanisches Zentralmuseum. Monographien. 110). Verlag des Römisch-Germanischen Zentralmuseums, Mainz 2013, ISBN 978-3-88467-210-5.
- als Herausgeber mit Alessandro Naso und Robert Rollinger: Waffen für die Götter. Waffenweihungen in Archäologie und Geschichte. Akten der internationalen Tagung am Institut für Archäologien der Leopold-Franzens-Universität, Innsbruck, 6.–8. März 2013 (= RGZM-Tagungen. 28). Verlag des Römisch-Germanischen Zentralmuseums, Mainz 2016, ISBN 978-3-88467-263-1.
- mit Diether Kramer: Die hallstattzeitlichen Fürstengräber von Kleinklein in der Steiermark. Die Hartnermichel- und der Pommerkogel. (= Römisch-Germanisches Zentralmuseum. Monographien. 125) Verlag des Römisch-Germanischen Zentralmuseums, Mainz 2016, ISBN 978-3-88467-239-9.